# سيباستيان سيدلر
سيباستيان سيدلر (بالألمانية: Sebastian Siedler)‏ مواليد 18 يناير 1978 في لايبزيغ، هو دراج ألماني سابق في صنف سباق الدراجات على الطريق.